# Marija Kirillovna Romanova orosz nagyhercegnő
Marija Kirillovna orosz nagyhercegnő, férjezett Mária leiningeni hercegné (oroszul: Великая Княжна Мария Кирилловна Романова, németül: Maria Kirillowna, Fürstin zu Leiningen; Coburg, 1907. február 2. – Madrid, 1951. október 25.) orosz hercegnő és nagyhercegnő, házassága révén Leiningen címzetes hercegnéje.

## Élete
Marija Kirillovna hercegnő 1907-ben látott napvilágot Kirill Vlagyimirovics nagyherceg és Viktória Melitta edinburgh-i és szász–coburg–gothai hercegnő első gyermekeként. Szülei száműzetésben éltek engedély nélküli házasságuk miatt; Kirill nagyherceg ugyanis a köztük fennálló unokatestvéri kapcsolat ellenére is feleségül vette a hesseni nagyhercegtől elvált Viktória Melitta hercegnőt.
Marija Kirillovna – aki a családban a „Marie” vagy a „Mása” becenevet viselte – gyermekkora legelső éveit Coburgban, anyai nagyanyja házában és Franciaországban töltötte. Édesanyja mindent elkövetett annak érdekében, hogy Marija hercegnő és húga, Kira Kirillovna a lehető legjobb tanításban részesüljenek. 1910-ben II. Miklós orosz cár megbocsátott Kirill nagyhercegnek, így a família visszatérhetett az orosz fővárosba. Marija és Kira Kirillovna orosz hercegnői rangot kaptak; mert ugyan a cári család tagjának számítottak, ámde III. Sándor orosz cár törvénye értelmében csak akkor viselhettek volna nagyhercegnői címet, ha apai nagyapjuk maga is a cári méltóságra emelkedett volna.
1917-ben a cári rendszer megdöntése után a család Finnországba menekült a bolsevikok elől. A família csak Viktória Melitta hercegnő brit kapcsolatai révén tudta elhagyni az országot, hogy francia földön telepedjenek le. Saint-Briac városában rendezték be otthonukat; ez a hely később az orosz emigránsok központjává vált. 1924-ben Kirill Vlagyimirovics nagyherceg címzetes orosz cárnak és a cári család fejének kiáltotta ki magát; gyermekei ekkor a nagyhercegi rangot kapták meg.
Marija Kirillovnát félénk, visszahúzódó teremtésnek írták le, aki számos tekintetben hasonlított anyai nagyanyjára, Marija Alekszandrovna orosz nagyhercegnőre. A nagyhercegnő 1924-ben kötött eljegyzést Károly leiningeni herceggel (1889–1946), a Leiningeni Hercegség címzetes hercegével, aki – dacára ősi családjának – nem tartozott a német nemesség felsőbb, befolyásos köreihez. A polgári esküvőt 1925. február 24-én, az egyházi menyegzőt február 25-én tartották Coburgban. A házaspárnak hét gyermeke született, azonban utolsó fiuk, Péter Viktor herceg alig pár hónaposan meghalt koraszülöttség miatt:
- Emich Kirill herceg (1926. október 18. – 1991. október 30.), Leiningen címzetes hercege
- Károly Vlagyimir herceg (1928. január 2. – 1990. szeptember 28.), nőül vette Mária Lujza bolgár hercegnőt
- Kíra Melitta hercegnő (1930. július 18. – 2005. szeptember 24.), házassága révén jugoszláv királyi hercegné
- Margit Ilona hercegnő (1932. május 9. – 1996. június 16.), házassága révén Hohenzollern címzetes hercegnéje
- Matild Alexandra hercegnő (1936. január 2. –), nőül ment Karl Anton Bauscherhez
- Frigyes Vilmos herceg (1938. június 18. – 1998. augusztus 29.), kétszer nősült, gyermektelenül halt meg
- Péter Viktor herceg (1942. december 23. – 1943. január 12.), csecsemőként elhalálozott.

Marija Kirillovna édesanyja egészen 1936-ban bekövetkezett haláláig támogatta és segítette leányát. A második világháború alatt a náci vezetés arra kényszerítette Károly herceget, hogy csatlakozzék a sereghez. A háború végén a herceg szovjet hadifogságba esett; egy munkatáborban halt éhen 1946 augusztusában. Az özvegy Marija Kirillovna hercegné anyagi problémákkal küzdött, gyermekei felnevelése érdekében nélkülöznie kellett. A nagyhercegnő és hercegné 1951. október 25-én hunyt el Madridban szívinfarktus következtében.